# معركة موسكرون
معركة موسكرون (بالإنجليزية: Battle of Mouscron)‏ وقعت في الفترة من 26-30 أبريل 1794 وهي عبارة عن سلسلة من الاشتباكات التي حدثت عندما تحرك الجيش الجمهوري الفرنسي في الشمال بقيادة جان تشارلز بيتشغرو لمهاجمة مينين ولكن تصدت له قوات التحالف تحت قيادة كونت كليرفايت.
وخلال تقدمهم الأولي، بدأ الفرنسيون حصار مينين واستولوا على كورتريك (كورتراي) ولكن مع التعزيزات من هابسبورغ النمساوية، قام كليرفيت بالهجوم المضاد في 28 ولكن جوزيف سوهام قام بحشد القوات الفرنسية المتفوقة وطرد قوات التحالف من المنطقة كان ذلك خلال حرب التحالف الأول، وهي جزء من الحروب الثورية الفرنسية. وقعت المعركة بالقرب من موسكرون، بلجيكا، والتي تقع على الحدود الفرنسية 9 كيلومتر (6 ميل) جنوب كورتريك وايضا حدثت اشتباكات في مينين، والتي تقع 11 كيلومتر (7 ميل) غرب كورتريك.

## الخلفية
خلال حملة فلاندرز 1794، نشر الفرنسيون 160.000 جندي قوام جيش الشمال و 35000 اخري في جيش آردن . بالمقابل، حشدت قوات التحالف ما يقرب من 150.000 جندي من هابسبورغ النمسا، والجمهورية الهولندية، ووحدات مختلفة دفعتها مملكة بريطانيا العظمى، اعتمدت إستراتيجية التحالف علي ان تمارس جيوشها الضغط على الحدود الشمالية والشمالية الشرقية لفرنسا من أجل فتح الطريق إلى باريس. بالنسبة للقوات الجمهورية الفرنسية فقد سيطر جان تشارلز بيتشجرو على الجيشين الفرنسيين اللذين امتدت خطوطهما من دونكيرك في بحر الشمال الي الغرب عبر ليل ودواي وكامبراي إلى موبيوج. تم نشر جيش أردن على الجناح الأيمن تمتع الفرنسيون بالتفوق العددي لكن قوات التحالف كانت الأكثر كفائة. ترأس جيش التحالف الأمير النمساوي خوسياس من ساكس كوبورغ-سالفيلد الذي كان مدعومًا من الأمير البريطاني فريدريك ودوق يورك وألباني.
مع 85000 جندي، بدأ كوبورغ حملة 1794. قام بيتشغرو بمحاولتين لدعم قواته ولكن تم صدهما.  في 26 أبريل، تم سحق أحد الأعمدة بقيادة رينيه بيرنارد تشابوي في معركة بومونت أون كامبريسيس بواسطة دوق يورك خلال هذا الإخفاق، تكبد الفرنسيون خسائر قدرها 7000 قتيل وجريح ومفقود، بالإضافة إلى 40 بندقية و 50 عربة ذخيرة تم التقاطها.  أدت هذه الإخفاقات للقوات الفرنسية الجمهورية إلى استسلام لاندرسيس في 30 أبريل 1796و بلغت الخسائر الفرنسية في الحصار 2000 قتيل من جراء الاشتباكات مع العدو أو المرض و 5000 أسر.
بدء بيتشجرو في تنظيم هجومه وكان جيشه يتكون من فرق يقودها بيير أنطوان ميشود في دونكيرك مع 13943 جنديًا، وجان فيكتور ماري مورو في كاسل مع 15,968 جنديًا، وجوزيف سوهام في ليل مع 31,865 رجلًا، وبيير جاك أوستين في بونت مارس مارك مع لواء قوامه 7,822 جنديًا الي جانب قوات الجنرال النمساوي فرانسوا سيباستيان تشارلز جوزيف دي كروا، كونت كليرفيت مع 28000 جندي والذي كان مسؤولاً عن تغطية الجناح اليميني للتحالف. وفي 23 أبريل، تقدمت قوة فرنسية من كامبراي باتجاه دينين، مما أدى إلى تهديد قوات التحالف بقيادة هيسيان جنرال لودفيج فون وورم. تم تكليف كليرفايت بالانتقال جنوبا من قاعدته في تورناي نحو دينين. وإدراكا من الخطر الذي تواجه مينين، فقد غضب كليرفيت بسبب هذه الأوامر من رئيس الأركان النمساوي كارل ماك فون ليبيريش.

## المعركة

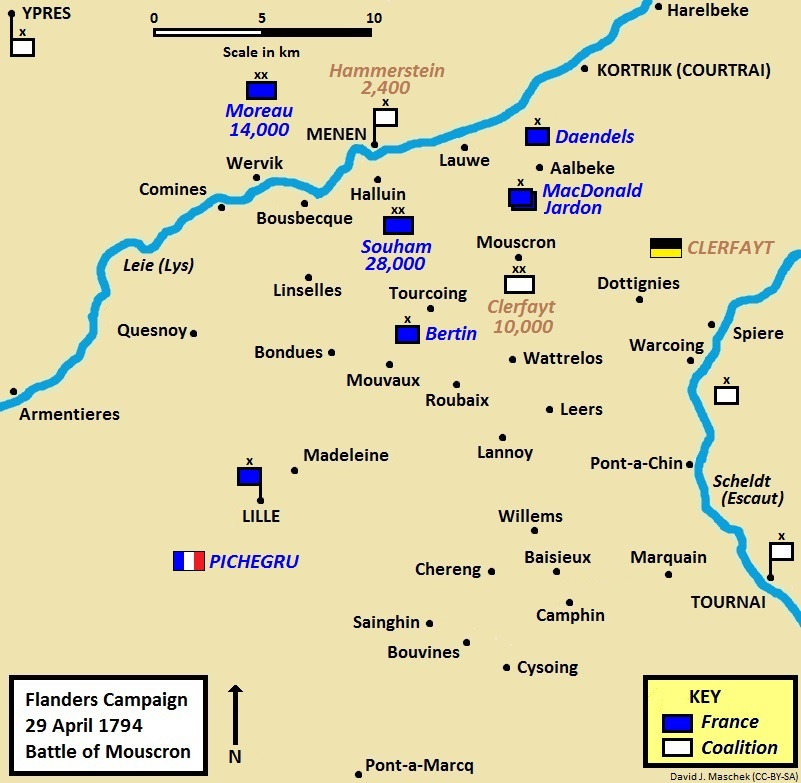
معركة موسكرون ، 29 أبريل 1794 ، جزء من حملة فلاندرز

في 25 أبريل، بدأ بيتشجرو يتقدم نحو مينين  انتقل مورو إلى الضفة الشمالية لنهر ليز وبدأ في إطلاق مدافعه على منين وذلك في يوم 28 أبريل حيث تقدمت فرقة سهام على الضفة الجنوبية من ليس. تحت قيادة جاك ماكدونالد مع 15000 جندي، سيطرت فرقة سهام على كورتريك  في 26 أبريل. في هذه المناوشات، أجبر الفرنسيون 1500 من قوات التحالف بقيادة الجنرال هانوفر جورج جورج فيلهلم فون ديم بوش على التخلي عن المدينة و
وفي السادس والعشرين أيضًا، تقاتلت عناصر من فرقة سهام بقوات تحت قيادة الجنرال هانوفر الجورجي جورج فون أوينهاوزن في موسكرون.  انتقل أوينهاوزن شرقًا إلى دوتتوجنس حيث تمكنت قواته من السيطرة عليها. 
بمجرد أن امتلكت قوات التحالف خطط بيتشجرو، أمر كليرفيت قواته بالاتجاه إلى الغرب. ووفقًا للمؤرخ رامزي ويستون فيبس، هاجمت قوات كليرفيت موسكرون في 28 إبريل / نيسان وقاد كليرفيت قوات تقدر بحوالي 10,000 جندي. ولكن جوزيف سوهام قام بحشد القوات الفرنسية المتفوقة وطرد قوات التحالف من المنطقة.

## بعد المعركة
وصف فيبس تصرفات سهام في غياب قائد جيشه في 29 أبريل بأنها «جديرة بالثناء». كما أشار إلى أنه كان يتعين على كيلرفيت انتظار التعزيزات قبل بدء المعركة.   اعترف الفرنسيون أن تعامل هامرشتاين مع الاختراق كان «الأنسب». سرعان ما تم استبدال بيرتين في قيادة لواءه بفيليب جوزيف مالبرانك.